# Cromossomos homólogos
Cromossomos homólogos (português brasileiro) ou cromossomas homólogos (português europeu) são cromossomas pareados entre si (lado a lado), semelhantes e que juntos formam um par. Os cromossomas nesse par são também designados por bivalentes, quando estão emparelhados durante a meiose. Esses pares só existem nas células somáticas das espécies diploides. São cromossomas de origem paterna e materna que apresentam os mesmos genes para as mesmas características. Esses genes têm localização idêntica nos dois cromossomas (genes alelos). No óvulo ou zigoto, um cromossoma vem do espermatozoide e o outro vem do ovócito.

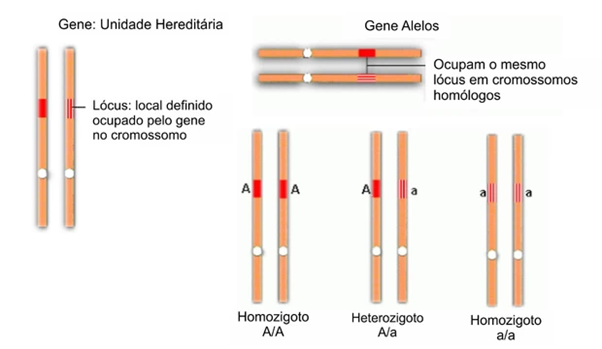

Para reconhecer os cromossomas homólogos, utilizam-se critérios como tamanho, posição do centrômero e localização das "estrias", ou bandas, que são as linhas de ocorrer a recombinação que é a permuta de genes entre esses dois cromossomas. A recombinação é a responsável pela geração da maior parte da biodiversidade em todo o planeta. O conjunto de informações sobre as características dos cromossomas de uma espécie recebe o nome de cariótipo.